# Regierung De Valera XI
Die Regierung De Valera XI war die 8. Regierung der Republik Irland, sie amtierte vom 20. März 1957 bis zum 23./24. Juni 1959.
Bei der vorgezogenen Parlamentswahl am 5. März 1957 errang die oppositionelle Fianna Fáil (FF) mit 79 von 147 Sitzen eine Mehrheit im Dáil Éireann (Unterhaus des irischen Parlaments). Der Vorsitzende der Fianna Fáil Éamon de Valera wurde am 20. März 1957 mit 78 gegen 53 Stimmen vom Dáil zum Taoiseach (Ministerpräsident) ernannt. Die Minister wurden am selben Tag vom Dáil gewählt. Sie und der Taoiseach wurde am selben Tag vom Staatspräsidenten Seán Ó Ceallaigh ernannt. Die Ernennung der vom Taoiseach nominierten Staatssekretäre erfolgte  einen Tag später. Die Regierung bestand nur aus Mitgliedern der Fianna Fáil.
Éamon de Valera wurde am 17. Juni 1959 zum Präsidenten von Irland gewählt. Er trat daraufhin vom Amt des Taoiseach zurück und übte das Amt kommissarisch bis zur Wahl eines Nachfolgers aus. Auch die Minister und Staatssekretäre blieben kommissarisch im Amt. Am 23. Juni wurde der bisherige Tánaiste (stellvertretende Ministerpräsident) Seán Lemass mit 75 gegen 51 Stimmen vom Dáil Éireann (Unterhaus des irischen Parlaments) zum neuen Regierungschef gewählt. Die Mitglieder der neuen Regierung wurden am Folgetag vom Präsidenten ernannt.

## Zusammensetzung
| Minister                                                                 | Minister           | Minister         | Minister          | Minister      | Minister          |
| Amt                                                                      | Name               | Partei           | Amtszeit          | Amtszeit      | Amtszeit          |
| ------------------------------------------------------------------------ | ------------------ | ---------------- | ----------------- | ------------- | ----------------- |
| Taoiseach (Ministerpräsident)                                            | Éamon de Valera    | FF               | 20. März 1957     | –             | 23. Juni 1959     |
| Tánaiste (Vizeministerpräsident)                                         | Seán Lemass        | FF               | 20. März 1957     | –             | 24. Juni 1959     |
| Außenminister                                                            | Frank Aiken        | FF               | 20. März 1957     | –             | 24. Juni 1959     |
| Bildungsminister                                                         | Jack Lynch         | FF               | 20. März 1957     | –             | 24. Juni 1959     |
| Finanzminister                                                           | James Ryan         | FF               | 20. März 1957     | –             | 24. Juni 1959     |
| Minister für die Gaeltacht                                               | Jack Lynch         | FF               | 20. März 1957     | –             | 26. Juni 1957     |
| Minister für die Gaeltacht                                               | Michael Moran      | FF               | 26. Juni 1957     | –             | 24. Juni 1959     |
| Gesundheitsminister                                                      | Seán MacEntee      | FF               | 20. März 1957     | –             | 24. Juni 1959     |
| Minister für Industrie und Handel                                        | Seán Lemass        | FF               | 20. März 1957     | –             | 24. Juni 1959     |
| Justizminister                                                           | Oscar Traynor      | FF               | 20. März 1957     | –             | 24. Juni 1959     |
| Landminister                                                             | Erskine Childers   | FF               | 20. März 1957     | –             | 24. Juni 1959     |
| Landwirtschaftsminister                                                  | Frank Aiken        | FF               | 20. März 1957     | –             | 16. Mai 1957      |
| Landwirtschaftsminister                                                  | Seán Moylan        | FF               | 16. Mai 1957      | –             | 16. November 1957 |
| Landwirtschaftsminister                                                  | Frank Aiken        | FF               | 20. November 1957 | –             | 27. November 1957 |
| Landwirtschaftsminister                                                  | Patrick Smith      | FF               | 27. November 1957 | –             | 24. Juni 1959     |
| Minister für lokale Verwaltung                                           | Patrick Smith      | FF               | 20. März 1957     | –             | 27. November 1957 |
| Minister für lokale Verwaltung                                           | Neil Blaney        | FF               | 27. November 1957 | –             | 24. Juni 1959     |
| Minister für Post und Telegraphie                                        | Neil Blaney        | FF               | 27. November 1957 | –             | 04. Dezember 1957 |
| John Ormonde                                                             | FF                 | 4. Dezember 1957 | –                 | 24. Juni 1959 |                   |
| Sozialminister                                                           | Patrick Smith      | FF               | 20. März 1957     | –             | 27. November 1957 |
| Sozialminister                                                           | Seán MacEntee      | FF               | 27. November 1957 | –             | 24. Juni 1959     |
| Verteidigungsminister                                                    | Kevin Boland       | FF               | 20. März 1957     | –             | 24. Juni 1959     |
| Staatssekretäre                                                          |                    |                  |                   |               |                   |
| Amt                                                                      | Name               | Partei           | Amtszeit          | Amtszeit      | Amtszeit          |
| Parlamentarischer Sekretär beim Taoiseach und beim Verteidigungsminister | Donnchadh Ó Briain | FF               | 20. März 1957     | –             | 24. Juni 1959     |
| Parlamentarischer Sekretär beim Finanzminister                           | Patrick Beegan     | FF               | 20. März 1957     | –             | 01. Februar 1958  |
| Parlamentarischer Sekretär beim Finanzminister                           | Gerald Bartley     | FF               | 24. Februar 1958  | –             | 24. Juni 1959     |
| Parlamentarischer Sekretär beim Minister für Industrie und Handel        | Joseph Brennan     | FF               | 20. März 1957     | –             | 24. Februar 1958  |
| Parlamentarischer Sekretär beim Minister für Industrie und Handel        | Michael Hilliard   | FF               | 24. Februar 1958  | –             | 24. Juni 1959     |
| Parlamentarischer Sekretär beim Sozialminister                           | Michael Kennedy    | FF               | 20. März 1957     | –             | 24. Juni 1959     |

## Umbesetzungen
De Valeras Wunschkandidat für das Landwirtschaftsministerium, Seán Moylan wurde nicht mehr in den Dáil gewählt. Da ein Minister entweder Mitglied des Dáil oder des Senats sein muss, übernahm Außenminister Aiken zusätzlich das Landwirtschaftsministerium, bis Moylan nach seiner Ernennung zum Senator am 16. Mai 1957 zum Landwirtschaftsminister ernannt wurde. Moylan verstarb am 16. November und Aiken übernahm wieder das Landwirtschaftsministerium.
Michael Moran wurde am 26. Mai 1957 Minister für die Gaeltacht, das Ressort wurde bisher von Bildungsminister Jack Lynch geleitet.
Am 27. November 1957 kam es zu einer Kabinettsumbildung. Das Landwirtschaftsministerium übernahm Patrick Smith, bisher Minister für lokale Verwaltung und Sozialminister. Gesundheitsminister Seán MacEntee leitete zusätzlich das Sozialministerium, der Minister für Post und Telegraphie, Neil Blaney, erhielt das Ministerium für lokale Verwaltung. Am 4. Dezember 1957 wurde John Ormonde neuer Minister für Post und Telegraphie.
Der Staatssekretär im Finanzministerium, Patrick Beegan, verstarb am 2. Februar 1958. Sein Nachfolger wurde am 24. Februar Gerald Bartley, Der Staatssekretär im Ministerium für Industrie und Handel, Joseph Brennan, wurde durch Michael Hilliard ersetzt.